# Canton de Montivilliers
Le canton de Montivilliers est une ancienne division administrative française située dans le département de la Seine-Maritime et la région Haute-Normandie.

## Géographie
Ce canton était organisé autour de Montivilliers dans l'arrondissement du Havre. Son altitude variait de 0 m (Cauville-sur-Mer) à 118 m (Manéglise) pour une altitude moyenne de 55 m.

## Histoire
- De 1833 à 1848, les cantons de Montivilliers et d'Ingouville (Le Havre-Nord) avaient le même conseiller général. Le nombre de conseillers généraux était limité à 30 par département[1].
- Le canton a été redécoupé en 1982. (décret du 27 janvier 1982) : création du canton du Havre-9, du canton du Havre-10 et du canton de Gonfreville-l'Orcher.

## Représentation

### Conseillers généraux de 1833 à 2015
| Période | Période      | Identité                          | Étiquette                      | Qualité |
| ------- | ------------ | --------------------------------- | ------------------------------ | --- |
| 1833    | 1838         | Jacques-Charles Bailleul          |                                | Avocat et juge de paix au Havre Ancien député de Seine-Inférieure (1792-1799) Président de l'Assemblée nationale (janvier-février 1798) Propriétaire à Paris |
| 1838    | 1842         | Raoul Chaussé                     |                                | Ancien substitut du Procureur du Roi Chef de bataillon de la Garde Nationale d'Ingouville                                                                    |
| 1842    | 1848         | Louis Emile Dubois                |                                | Propriétaire, notaire à Harfleur |
| 1848    | 1871         | Julien Lechevrel                  |                                | Percepteur des contributions directes Maire de Montivilliers (1843-1870), conseiller d'arrondissement                                                        |
| 1871    | 1877         | Charles Lefebvre                  | Droite Bonapartiste            | Propriétaire, maire de Montivilliers (1871-1877), conseiller d'arrondissement                                                                                |
| 1877    | 1901         | Médéric Deschamps (1827-1910)     | Républicain                    | Tanneur Maire de Montivilliers (1886-?) |
| 1901    | 1911 (décès) | Raoul Ancel                       | DVD                            | Armateur Sénateur (1909-1911) Maire de Gonfreville-l'Orcher (1896-1911)                                                                                      |
| 1911    | 1925         | Georges Ancel (fils du précédent) | Républicain Progressiste       | Maire d'Harfleur Député (1912-1928) |
| 1925    | 1937         | Auguste Chevalier (1878-1940)     | Rad.                           | Médecin Maire de Montivilliers |
| 1937    | 1940         | Raymond Lindon                    | Rad.                           | Magistrat, maire d'Etretat (1929-1959) |
|         |              |                                   |                                | |
| 1945    | 1951         | Bertrand Hauchecorne              | UDSR                           | Préparateur en pharmacie et herboriste |
| 1951    | 1964         | Bernard Dairaine                  | RPF puis DVD                   | Directeur de société Maire d'Epouville puis Premier adjoint au Maire de Sainte-Adresse                                                                       |
| 1964    | 1982         | Jacques Eberhard                  | PCF                            | Ouvrier Sénateur (1969-1986) Maire de Gonfreville-l'Orcher (1953-1978)                                                                                       |
| 1982    | 1988         | Michel Vallery                    | PS                             | Maire de Montivilliers (1977-2001) Suppléant de la députée Frédérique Bredin (1997-2000)                                                                     |
| 1988    | 1990 (décès) | Michel Adam                       | DVD                            | Agriculteur Maire d'Octeville-sur-Mer (1971-1990) |
| 1991    | 2015         | Daniel Fidelin                    | UDF puis UMP ("Alternance 76") | Assureur Député (2002-2012) Maire de Mannevillette (1989-2014), maire de Montivilliers (2014-2020)                                                           |

### Conseillers d'arrondissement (de 1833 à 1940)
| Période                                  | Période      | Identité                             | Étiquette                     | Qualité |
| ---------------------------------------- | ------------ | ------------------------------------ | ----------------------------- | --- |
| 1833                                     |              | M. Maugendre                         |                               | Cultivateur à Rolleville                                                                                    |
|                                          | 1848         | Julien Lechevrel                     |                               | Maire de Montivilliers (1843-1870)                                                                          |
| 1848                                     | 1853 (décès) | Guillaume-Édouard Bréard (1799-1853) |                               | Propriétaire d'une fabrique d'huile à Gonfreville-l'Orcher, maire d'Harfleur (1830-1853)                    |
| 1853                                     | 1871         | Charles Lefebvre (1822-1898)         | Bonapartiste puis Monarchiste | Notaire à Montivilliers                                                                                     |
| 1871                                     | 1895         | Henri Lemonnier                      | Républicain                   | Président du Conseil d'arrondissement                                                                       |
| 1895                                     | 1898         | Pierre Henri Albert Paillette        | Républicain                   | Maire de Fontaine-la-Mallet                                                                                 |
| 1898                                     | 1904         | Louis Marx                           | Républicain                   | Conseiller municipal de Fontenay                                                                            |
| 1904                                     | 1919         | Émile Loisel                         | Républicain antiministériel   | Conseiller municipal de Montivilliers                                                                       |
| 1919                                     | 1940         | Gaston Tranchand                     | Républicain                   | Maire de Cauville                                                                                           |
| 1940                                     |              |                                      |                               | Les conseils d'arrondissement ont été suspendus par la loi du 12 octobre 1940 et n'ont jamais été réactivés |
| Les données manquantes sont à compléter. |              |                                      |                               | |

## Composition
Le canton de Montivilliers regroupait 11 communes et comptait 34 212 habitants (recensement de 1999 sans doubles comptes).
| Communes               | Population (2012) | Code postal | Code Insee |
| ---------------------- | ----------------- | ----------- | ---------- |
| Cauville-sur-Mer       | 1 243             | 76930       | 76167      |
| Épouville              | 2 960             | 76133       | 76238      |
| Fontaine-la-Mallet     | 2 544             | 76290       | 76270      |
| Fontenay               | 1 143             | 76290       | 76275      |
| Manéglise              | 1 190             | 76133       | 76404      |
| Mannevillette          | 690               | 76290       | 76409      |
| Montivilliers          | 16 556            | 76290       | 76447      |
| Notre-Dame-du-Bec      | 379               | 76133       | 76477      |
| Octeville-sur-Mer      | 4 834             | 76930       | 76481      |
| Rolleville             | 1 131             | 76133       | 76534      |
| Saint-Martin-du-Manoir | 1 542             | 76290       | 76616      |

## Démographie
| 1962   | 1968   | 1975   | 1982   | 1990   | 1999   | 2006   | 2011   | 2012   |
| ------ | ------ | ------ | ------ | ------ | ------ | ------ | ------ | ------ |
| 16 060 | 16 451 | 19 246 | 29 736 | 33 442 | 34 212 | 34 552 | 35 252 | 35 156 |